# Charlotte Embden

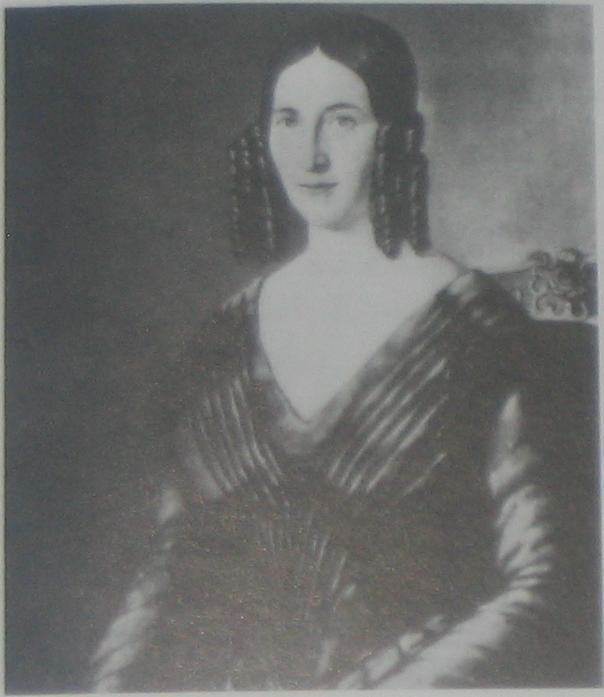
Charlotte Embden

Charlotte Embden, geboren als Sara Heine, (* 18. Oktober 1800 in Düsseldorf; † 14. Oktober 1899 in Hamburg) war eine deutsche Salonnière und Schwester von Heinrich Heine.

## Leben
Charlotte Heine war die Tochter des Tuch- und Manufakturkaufmanns Samson Heine und dessen Frau Betty (eigentlich Peira), einer Tochter des Düsseldorfer Arztes Gottschalk van Geldern und dessen Ehefrau Sara Lea, geborene Preßburg. Sie hatte neben Heinrich Heine zwei weitere Brüder: Gustav und Maximilian. Charlotte Heine wurde, wie ihre Brüder, liberal und an aufklärerischen Werten orientiert erzogen, wobei ihre Erziehung weitestgehend von der Mutter übernommen wurde. Die Schulausbildung erhielt sie in Düsseldorf an einer von Nonnen geleiteten Klosterschule. Nachdem das Unternehmen Samson Heines 1819 insolvent geworden war, zog die Familie nach Hamburg, wo neben Salomon Heine und ihrem Bruder Heinrich weitere Verwandte lebten. Charlotte Heine kam im März 1820 mit ihrer Mutter und den beiden Brüdern Gustav und Maximilian in die Hansestadt. Die Familie, die anfangs insbesondere von Salomon Heine finanziell unterstützt wurde, lebte zwischenzeitlich auch in Bad Oldesloe und erst ab 1828 dauerhaft in Hamburg.
Am 23. Januar 1823 heiratete Charlotte Heine auf dem Zollenspieker in den Vierlanden den Hamburger Kaufmann Moritz Embden. Mit ihm wohnte sie am Neuer Wall Nr. 167 und ab 1827 am Jungfernstieg. Später lebte das Ehepaar an der Großen Theaterstraße sowie an der Esplanade, Hausnummer 39. Das Ehepaar hatte vier Töchter und einen Sohn, ihre Tochter Marie (1835–1908) war später die Fürstin della Rocca. 
Nach ihrem Tod wurden die sterblichen Überreste von Charlotte Embden auf dem Jüdischen Friedhof Bornkampsweg in Hamburg-Bahrenfeld beigesetzt.

## Einfluss auf Heinrich Heine und andere Künstler
Heinrich Heine hielt sich bei seinen Besuchen in Hamburg oftmals bei seiner Schwester auf. Der Dichter widmete ihr zahlreiche Werke, darunter 1824 das Gedicht „Mein Kind wir waren Kinder“, das Szenen der Kindheit aus dem Elternhaus in der Düsseldorfer Bolkerstraße behandelte. Charlotte wurde zur engsten familiären Vertrauten Heinrich Heines, in dessen Auftrag sie mit Julius Campe verhandelte. Das Verhältnis der Geschwister ist in zahlreichen Briefen festgehalten. Nach dem Tod des Bruders 1856 erhielt sie Besuche von zahlreichen Schriftstellern und Literaturhistorikern, darunter Gustav Karpeles, aber auch von Elisabeth von Österreich-Ungarn, der sie einige Autographen Heines schenkte. 
Charlotte Embden war Gastgeberin eines rege frequentierten Salons, der insbesondere ab Ende der 1840er Jahre von zahlreichen Künstlern, darunter Albert Methfessel und Karl Gutzkow, besucht wurde.